# Follow Me up to Carlow
"Follow me up to Carlow" è un canto popolare dell'epopea ribellistica irlandese che celebra la sconfitta di un esercito di 3.000 soldati inglesi, guidato da Lord Grey de Wilton, da parte di Fiach McHugh O'Byrne nella battaglia di Glenmalure, avvenuta durante la seconda rivolta dei Desmond.
La vallata dove avvenne la battaglia ed in cui si svolgono i fatti narrati nella canzone è quella di Glenmalure, che si trova tra i Monti Wicklow, a sud di Dublino.

## Composizione
Si ritiene che l'aria fu eseguita per la prima volta dai suonatori di cornamusa di Feagh MacHugh nel 1580.
Le parole del testo furono scritte da Patrick Joseph McCall (1861-1919). Il canto è stato poi arrangiato da Richie Kavanagh.
L'aria ha conferito una certa notorietà alla cittadina di Carlow (Leinster, Eire).

## Controversie
È nota come una delle canzoni più violente del repertorio folk irlandese. In essa si trovano spezzoni come "From Tassagart to Clonmore, there flows a stream of Saxon gore" ("Da Tassagart a Clonmore, scorre un fiume di sangue sassone[...]") e "now for Black FitzWilliam's head, we'll send it over dripping red, to Queen Liza and her ladies" ("Ora per il cranio di Black FitzWilliam, glielo manderemo tutto inzuppato di rosso, alla Regina Liza e alle sue damigelle[...]")

## Esecuzioni
L'aria è stata eseguita da numerosi gruppi di folk irlandese. Da ricordare è quella dei Planxty, registrata nel loro album di debutto. È solitamente associata come l'esecuzione più rappresentativa della canzone.
È stata inoltre eseguita dagli Young Dubliners, una band celtic rock che l'ha riadattata in una versione più moderna. È possibile rintracciarla negli album: Breathe, Alive Alive O (live album) e With All Due Respect - The Irish Sessions.
La canzone riadattata viene solitamente utilizzata come pezzo di chiusura dei loro concerti.

## Testo
1) Lift MacCahir Og your face
Brooding o'er the old disgrace
That black FitzWilliam stormed your place,
Drove you to the Fern
Grey said victory was sure
Soon the firebrand he'd secure;
Until he met at Glenmalure
With Feach MacHugh O'Byrne.
Ritornello:
Curse and swear Lord Kildare,
Feach will do what Feach will dare
Now FitzWilliam, have a care
Fallen is your star, low.
Up with halberd out with sword
On we'll go for by the lord
Feach MacHugh has given the word,
Follow me up to Carlow.
2) See the swords of Glen Imayle,
Flashing o'er the English pale
See all the children of the Gael,
Beneath O'Byrne's banners
Rooster of the fighting stock,
Would you let a Saxon cock
Crow out upon an Irish rock,
Fly up and teach him manners.
Ritornello
3) From Tassagart to Clonmore,
There flows a stream of Saxon gore
Oh, great is Rory Oge O'More,
At sending loons to Hades.
White is sick and Lane is fled,
Now for black FitzWilliam's head
We'll send it over, dripping red,
To Liza and her ladies.
Ritornello